# آشپزخانه جادویی
آشپزخانه جادویی (به انگلیسی: Magic Kitchen) فیلمی محصول سال ۲۰۰۴ و به کارگردانی لی-چی نگای است. در این فیلم بازیگرانی همچون اندی لاو، سامی چنگ، جری یان، مگی کیو، نیکولا چائونگ، دانیل وو، استیون فانگ، مایکل وونگ، لی لیک-چی، وینسنت کک و لا کار-یینگ ایفای نقش کرده‌اند.